# Antoine-Alexandre de Scey-Montbéliard
Antoine-Alexandre comte de Scey-Montbéliard, né en 1717 au château de  Buthiers (Franche-Comté) et mort le 18 janvier 1789 au même endroit, est un lieutenant-général des armées du roi, commandeur de l'Ordre royal et militaire de Saint-Louis et chevalier de l'Ordre de Saint-Georges, gouverneur du château d'If et grand bailli d'épée de Dole.

## Famille
Né en 1717 au château de Buthiers, Antoine-Alexandre comte de Scey-Montbéliard est un membre de la famille de Scey-Montbéliard, en Franche-Comté, il est le fils de  Claude-Louis comte de Scey-Montbéliard, seigneur de Buthiers, Beaumotte, Emagny, Pin etc. et de Marie-Charlotte-Nicole de Saint-Mauris-Montbarrey,.
Il épousa le 10 octobre 1763 Marie Thérèse Victoire de Grammont, fille de Pierre marquis de Grammont et de Marie Françoise Henriette de Vaudrey,. Il eut pour fils Pierre-Georges comte de Scey-Montbéliard (1771-1847), préfet et député du Doubs,.

## Carrière
Entré au service à 12 ans, il fut cornette  au régiment de cavalerie de Randan en 1729 puis capitaine au régiment de Fouquet cavalerie en 1735.  Il servit à l'armée d'Italie et trouva aux sièges de Gera d'Adda, de Pizzighettone et du château de Milan en 1737, à ceux de Tortone, de Novare et de Serravalle Scrivia en 1735.
Il est nommé en 1748 colonel du régiment de Languedoc Dragons puis mestre de camp du régiment du Roi Dragons. Brigadier de dragons en 1758, il se distingua dans les campagnes d'Allemagne pendant la guerre de sept ans et s'empara de Schwarzhausen et du château de Calze,.
Maréchal des camps et armées du roi en 1761, il commanda un corps de troupe le 21 mars 1761 lors de la bataille de Grunberg qui vit la défaite du prince héréditaire de  Brunswick contre le maréchal de Broglie,.
Nommé maréchal de camp de la division du comté de Bourgogne en 1776,, il fut élevé le 1er  mars 1780 au grade de lieutenant-général des armées du roi.
En 1789 il fut gouverneur des ville et château d'If à Marseille et grand bailli d'épée de Dole,.
Chevalier de l'Ordre de Saint-Georges en 1735, et commandeur de l'Ordre royal et militaire de Saint-Louis en 1779, il est reçu aux Honneurs de la Cour en juillet 1786,.
Il mourut en janvier 1789 au château de Buthiers (Haute-Saône) et fut inhumé dans l'église de Buthiers,.